# St. Augustine (Illinois)
Pour les articles homonymes, voir Augustine.
St. Augustine est un village du comté de Knox dans l'Illinois, aux États-Unis,. Situé au sud-ouest du comté, il est  incorporé le 13 août 1894.

## Démographie
Lors du recensement de 2010, le village comptait une population de 120 habitants. Elle est estimée, en 2016, à 118 habitants.

## Source de la traduction
- (en) Cet article est partiellement ou en totalité issu de l’article de Wikipédia en anglais intitulé « St. Augustine, Illinois » (voir la liste des auteurs).